# Gmina Strum
Gmina Strum (alb. Komuna Strum) – gmina położona w środkowo-zachodniej części Albanii. Administracyjnie należy do okręgu Fier w obwodzie Fier. W 2011 roku populacja gminy wynosiła 7538 osób w tym 3635 kobiety oraz 3903 mężczyzn, z czego Albańczycy stanowili 72,61% mieszkańców, Arumuni 0,36%. 
W skład gminy wchodzi pięć miejscowości: Strum, Arapaj, Velmish, Suk i Sipërm, Suk i Poshtëm.